# Bale Atu (Lut Tawar)
Bale Atu is een bestuurslaag in het regentschap Aceh Tengah van de provincie Atjeh, Indonesië. Bale Atu telt 2387 inwoners (volkstelling 2010).